# São Jorge (Insel)
São Jorge (dt. Sankt Georg) zählt zu der Zentralgruppe der Azoren, ist 233,5 Quadratkilometer groß und liegt 53,5 Kilometer lang gestreckt von Westnordwest nach Ostsüdost und bis zu 6,7 Kilometer breit zwischen den Nachbarinseln Graciosa und Terceira im Norden, Faial im Westen und Pico im Süden. Hauptstadt und Kreisstadt für den Westen der Insel ist Velas mit etwa 1900 Einwohnern. Der Ostteil der Insel bildet den Kreis Calheta. Auf São Jorge leben insgesamt rund 8500 Menschen.

## Geographie
Ein durchschnittlich 700 m und in der höchsten Erhebung, dem Pico da Esperança, 1.053 m hoher Gebirgsrücken bildet das Rückgrat der Insel. Zwar ist São Jorge wie auch die anderen Inseln der Azoren vulkanischen Ursprungs, doch gibt es hier keine Calderas. Der letzte größere Ausbruch des Pico da Esperança erfolgte 1808. Zu den Besonderheiten der Insel gehören die etwa 75 Fajãs, kleine Küstenebenen am Fuße der 400 bis 700 m hohen Steilküste. Sie entstanden durch Bergrutsche (z. B. die Fajã da Caldeira do Santo Cristo) oder Lavaflüsse, die bis zum Meer vordrangen (z. B. Fajã do Ouvidor). Viele dieser Fajãs, die früher bewohnt und landwirtschaftlich genutzt wurden, sind seit dem schweren Erdbeben von 1980 verlassen.

## Geschichte
Die Insel wurde 1439 erstmals erwähnt und vom Flamen Wilhelm van der Haegen besiedelt. Im 18. Jahrhundert wurden an der Küste der Insel zahlreiche Festungen zum Schutz vor Piratenüberfällen errichtet. Am 9. Juli 1757 erschütterte der „Mandado de Deus“, ein Erdbeben der Stärke 7,1 bis 7,4, São Jorge sowie fast alle anderen Azoreninseln und zerstörte alle Siedlungen im Osten von Calheta bis Topo. Von etwa 5000 Einwohnern starben 1034. Nachdem sich im März 2022 innerhalb einer Woche 13.000 kleinere Beben ereignet hatten, wurde die Warnstufe für Vulkanausbrüche auf 4 gesetzt. Viele Einwohner verließen die Insel.

## Wirtschaft
Viele Menschen leben noch von Ackerbau und Viehhaltung. Hauptsächlich werden Weizen und Wein angebaut, sowie Obst und auch Kaffee. In den letzten Jahren nahm der Weinbau wieder zu und seit Ende 2024 gibt es einen anerkannten Qualitätswein. Die Insel ist vor allem wegen ihres guten Käses bekannt. Ein wichtiger Arbeitgeber ist die Fabrik für Thunfischkonserven in Fajã Grande.
São Jorge ist geeignet für einen Wanderurlaub. 2025 gab es elf markierte Wege. Anreise per Flugzeug ist über den 1982 eröffneten Flughafen São Jorge (SJZ) nahe Velas möglich. Touristisch ist São Jorge weniger erschlossen als die meisten anderen Azoreninseln. Neben dem Hauptort Velas werden am ehesten die Dörfer Manadas und Urzelina von Touristen besucht. Sehenswert sind außer verschiedenen Kirchen unter anderem mehrere gut erhaltene bzw. renovierte Festungen aus dem 18. Jahrhundert, z. B. die Forte da Preguiça in Calheta, dem zweitgrößten Ort der Insel.

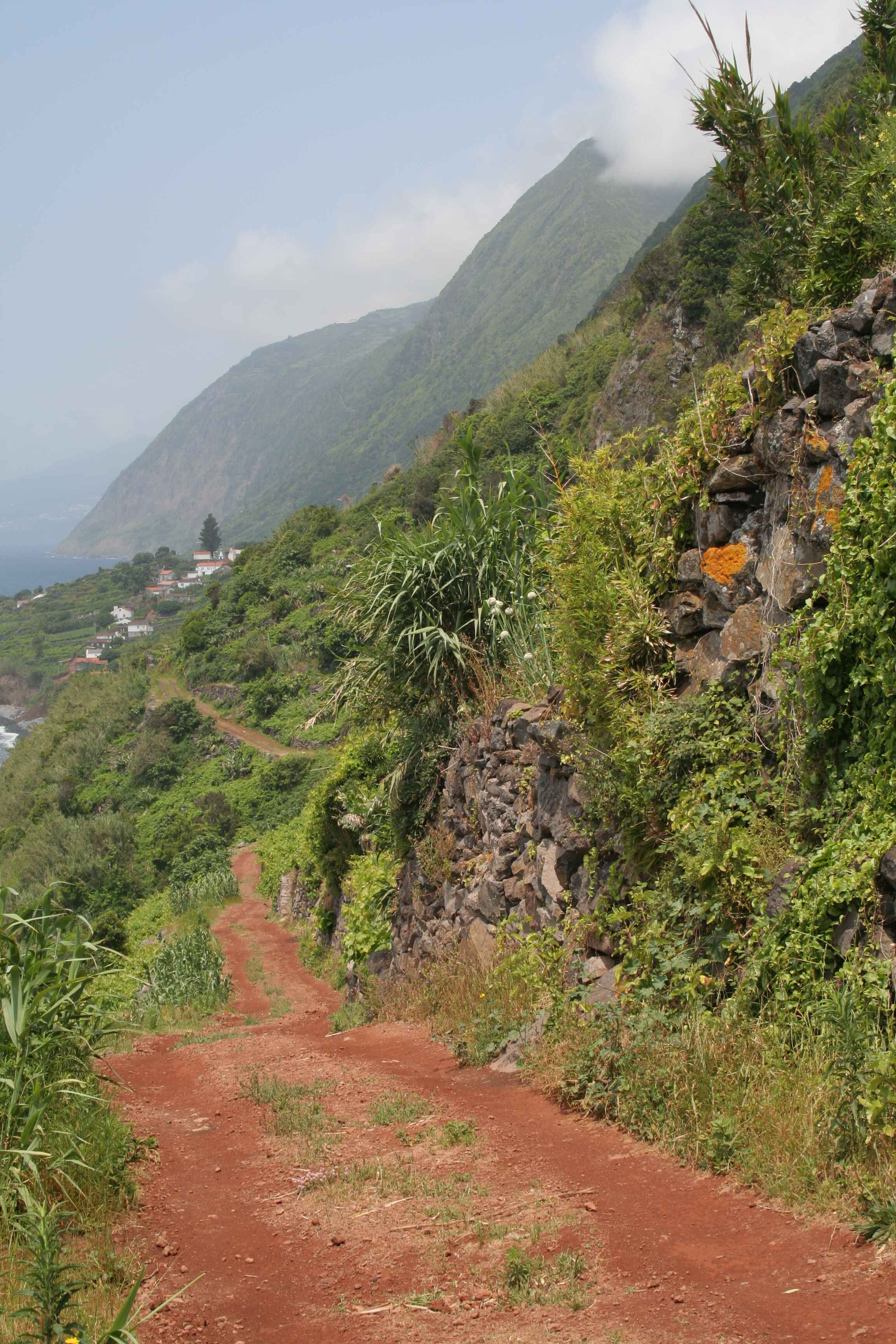
São Jorge, Fajã de São João
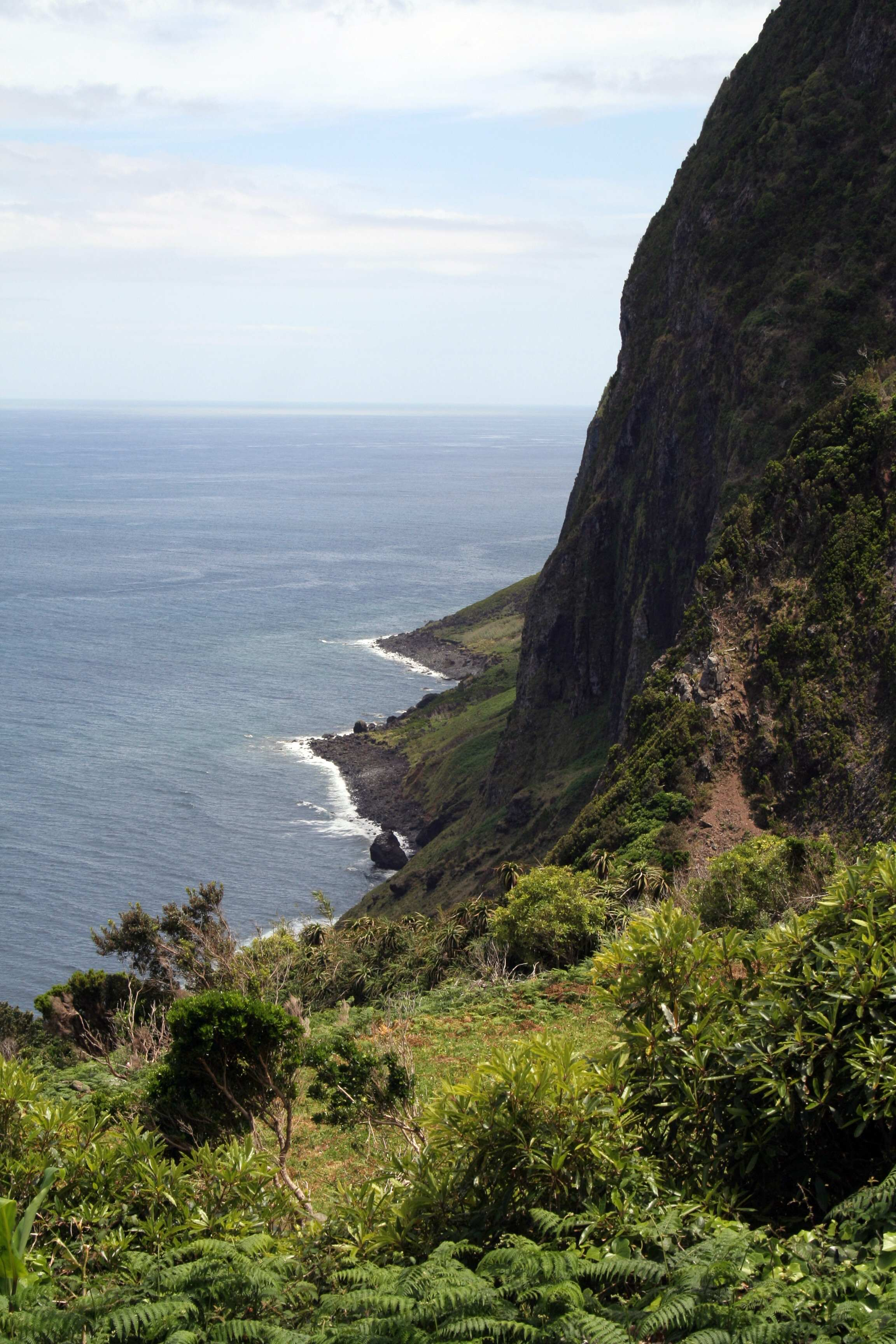
São Jorge, Nordküste
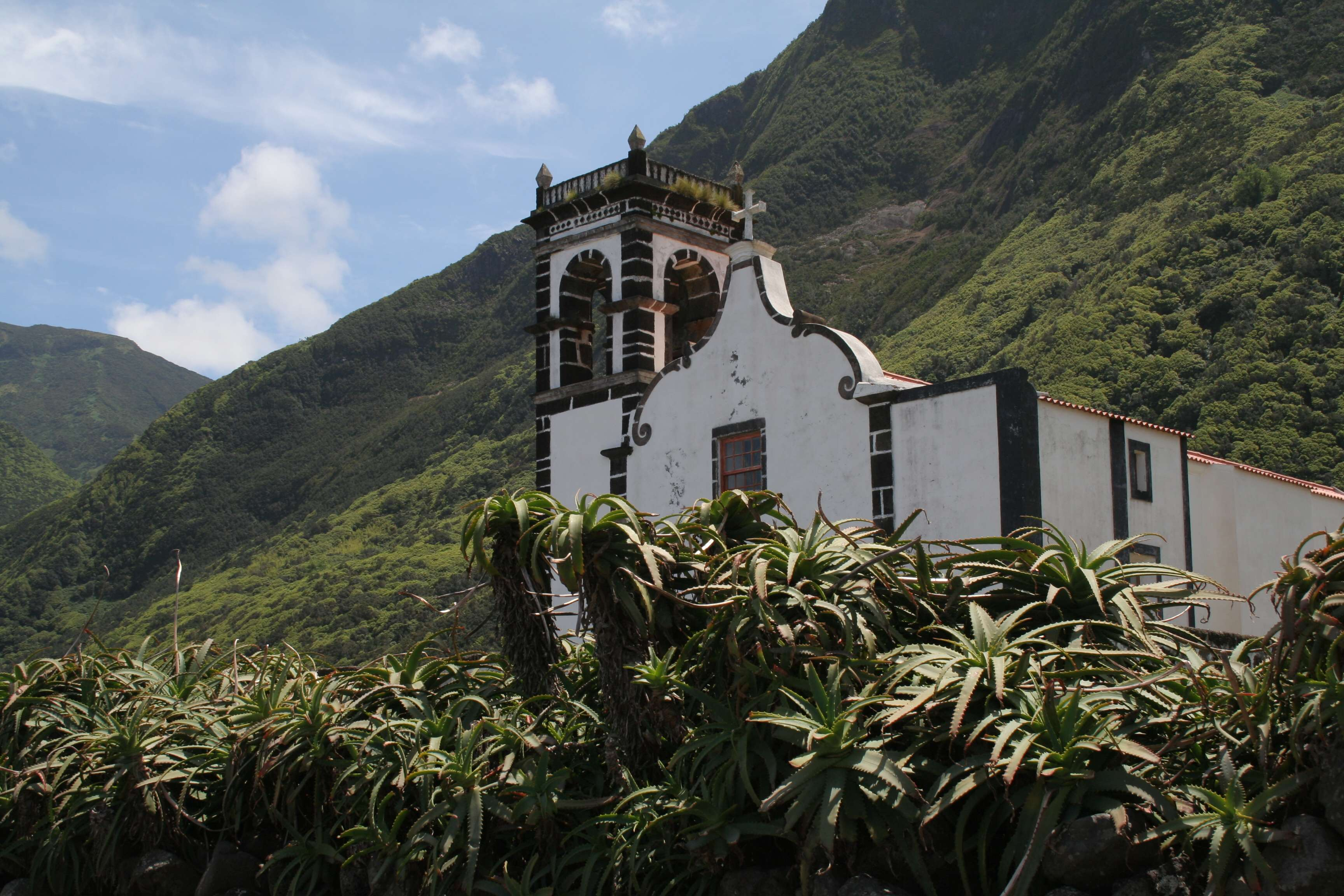
São Jorge, Fajã da Caldeira de Santo Cristo
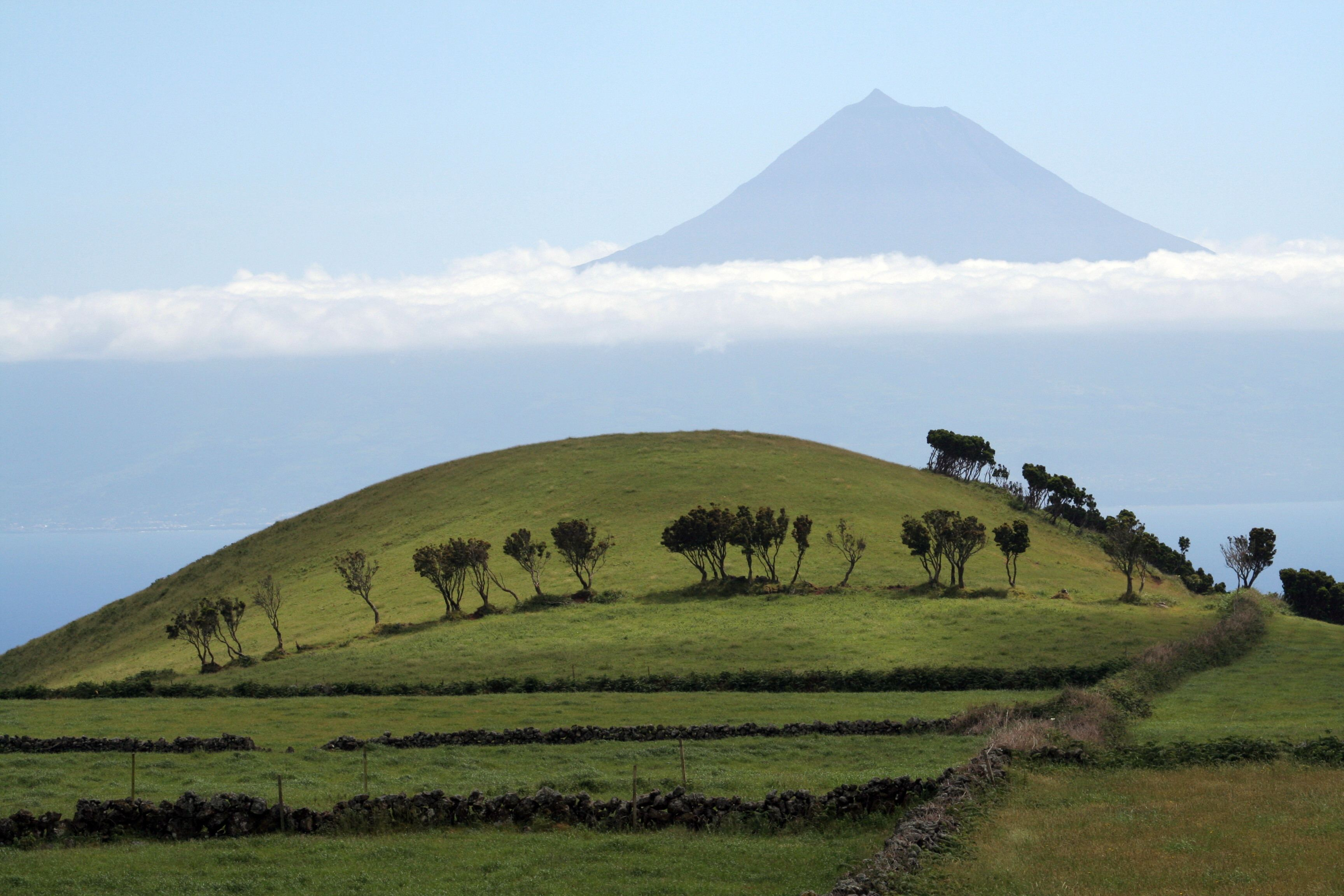
São Jorge, Blick zur Insel Pico
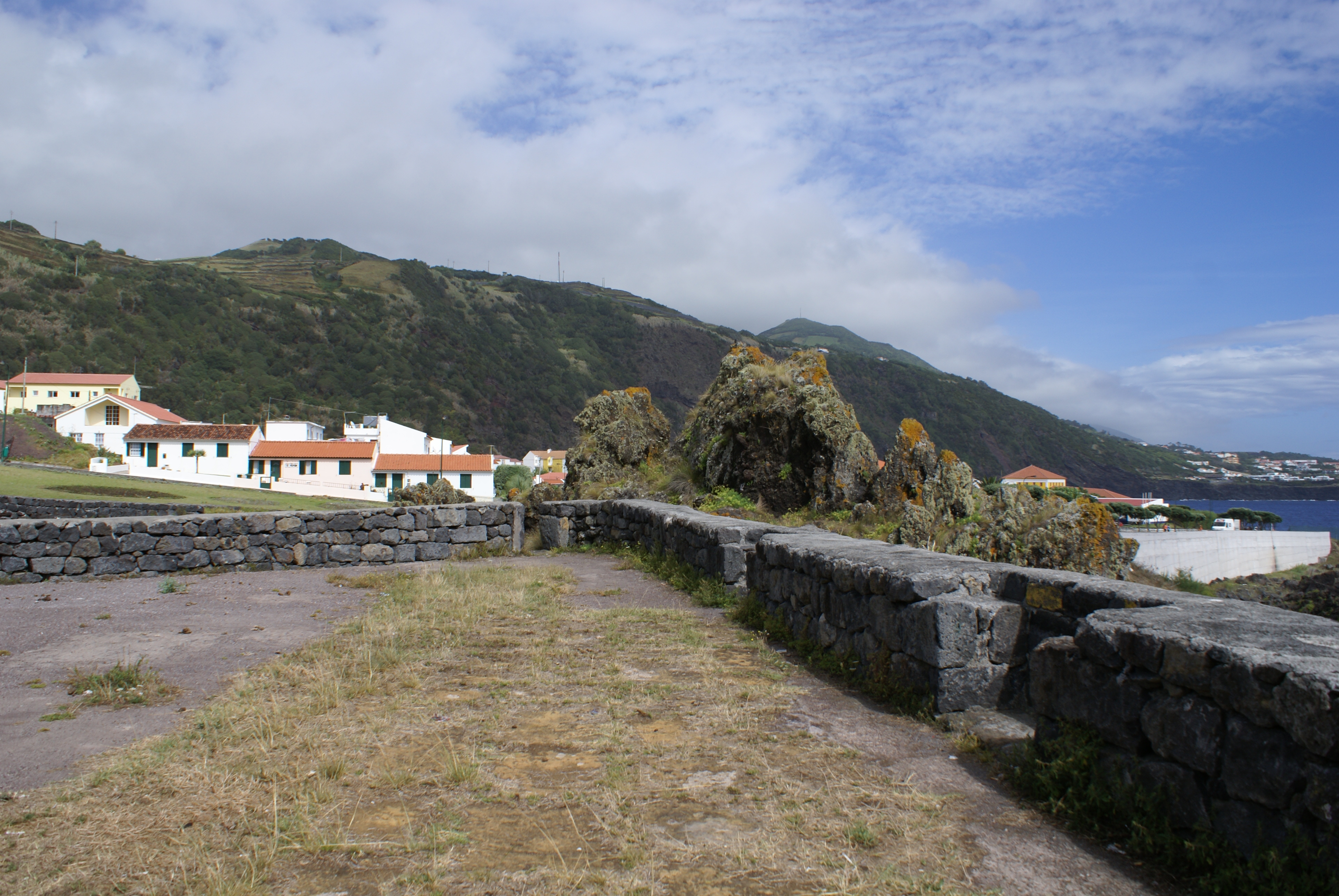
Festung Forte da Preguiça in Calheta